# Theology and Philosophy of Education (znanstveni časopis)
Theology and Philosophy of Education (TAPE) je međunarodni znanstveni elektronički časopis usmjeren na stručnu tematiku teologije i filozofije odgoja i obrazovanja. Časopis je pokrenula Pedagoška sekcija Češke kršćanske akademije, u čijem izdanju i danas izlazi dva puta godišnje. TAPE objavljuje radove na engleskom jeziku sa CC BY-NC-SA 4.0 licencom bez ikakvih troškova za autora ili instituciju. Svi prijavljeni radovi prolaze dvostruku slijepu recenziju (eng. double-blind peer review) koja osigurava objavu samo najkvalitetnijih radova koji unaprjeđuju znanost i društvo u cjelini.  
Idejno je najavljen i pokrenut 20. siječnja 2022. na Zimskoj školi odgoja i obrazovanja, koja slijedi intelektualnu tradiciju utemeljitelja češke škole filozofije odgoja i obrazovanja Radima Palouša te Jaroslave Peškove. Teološka misao i pogled na odgoj obrazovanje nastavlja se u misaono-duhovnoj tradiciji teologije agape češkog teologa Josefa Zvěřine. Prvi je broj objavljen 25. svibnja 2022. 
TAPE je časopis slobodnog pristupa (OA, dijamantni/platinasti standard), a njegova glavna uloga je doprinijeti znanstvenoj raspravi o različitim aspektima teologije i filozofije odgoja i obrazovanja objavljivanjem recenziranih znanstvenih tekstova. TAPE time omogućuje slobodan prostor za raspravu o filozofskim, teološkim i pedagoškim pitanjima, za međusobnu komunikaciju i moguću suradnju stručnjaka u polju.

## Indeksiranost u bazama podataka
ISSN ured za Češku dodijelio je TAPE-u međunarodni standardni broj serijske publikacije 2788-1180 u sklopu univerzalne bibliografske kontrole serijskih publikacija. Časopis je uvršten vodeće svjetske stručne baze podataka: međunarodnu bazu podataka akademskih časopisa za humanističke i društvene znanosti ERIH PLUS; bazu podataka teoloških časopisa, srednjoeuropske i istočnoeuropske online časopise CEEOL; bielefeldski akademski pretraživač BASE; najveći svjetski skupni katalog WorldCat; OpenArchives, OpenAIRE, Ulrichsweb, DOAJ, Zenodo, PhilPapers, Internet Archive, Jisc (prethodno Sherpa Romeo), EuroPub, Sudoc, Index Copernicus (ICI World of Journals) te mnogim drugim bazama podataka časopisa s područja odgoja i obrazovanja koji se objavljuju u slobodnom pristupu.